# 雷米·沃爾特
雷米·沃爾特（法語：Rémi Walter；1995年4月26日—）是一位法國足球運動員，出生于埃塞莱南锡。在場上的位置是防守型中場。他現在效力於法國足球乙級聯賽球隊南錫足球俱樂部。他也代表法國各級國家青年足球隊參賽。